# Joanna Concejo
Joanna Concejo (Słupsk, 22 marzo 1971) è un'illustratrice polacca.
Diplomatasi all'Accademia di belle arti di Poznań nel 1998, ora risiede e lavora a Parigi.

## Opere
- Il signor Nessuno (Monsieur Personne) (2008) Editions du Rouergue, (2008 ed.it) Topipittori
- Grand et petit, testi di Henri Meunier (2008)
- L'angelo delle scarpe (L'ange des chaussures) con Giovanna Zoboli, (2009) Editions Notari, (2009 ed. it) Topipittori
- I cigni selvatici (Les cygnes sauvages), tratto dalle fiabe di Hans Christian Andersen (2011) Editions Notari, (2011 ed. it) Topipittori
- Quando non trovi la tua casa (Cuando no encuentras tu casa) con testi di Paloma Sánchez Ibarzábal(2011 ed. it)
- Fumo, con Antón Fortes (2011 ed. it)
- Una stella nel buio (Une étoile dans le noir) un racconto di Lucia Tumiati, (2012) Editions Notari, (2012 ed. it) Topipittori